# サルボスタチン
サルボスタチン（英：Salbostatin）は、分子式C13H23O8の抗生物質及びトレハラーゼ阻害剤である 。サルボスタチンは、Streptomyces albusという細菌によって産生される。  

## 関連記事
- シュードウリジマイシン